# NGC 5911
NGC 5911 este o galaxie eliptică situată în constelația Șarpele. A fost descoperită în 5 iunie 1880 de către Édouard Stephan⁠(d).